# Лабеати
Лабеатите (на гръцки: Λαβεᾶται) са илирийско племе, което живеело около днешното Шкодренско езеро (наричано в древността Lacus Labeatis – Лабеатско езеро).